# Andrew Mwesigwa
Andrew Mwesigwa (ur. 24 kwietnia 1984 w Kamuli) – piłkarz ugandyjski grający na pozycji obrońcy.

## Kariera klubowa
Karierę piłkarską Mwesigwa rozpoczął w klubie Villa SC. W 2002 roku awansował do kadry pierwszego zespołu i wtedy też zadebiutował w jego barwach w ugandyjskiej Super League. W latach 2002–2004 trzykrotnie z rzędu wywalczył z Villą mistrzostwo Ugandy. W 2002 roku zdobył też Puchar Ugandy, a w latach 2003 i 2005 wygrał CECAFA Clubs Cup.
W 2006 roku Mwesigwa wyjechał do Islandii i został piłkarzem tamtejszego klubu Vestmannaeyja. W 2006 roku spadł z nim do 1. deild (poziom drugiej ligi), a w 2009 roku ponownie grał w Úrvalsdeild (poziom pierwszej ligi). W 2010 roku występował w Chinach, w Chongqing Lifan.
W 2011 roku Mwesigwa został zawodnikiem kazachskiego klubu Ordabasy Szymkent. Zadebiutował w nim 6 marca 2011 w wygranym 1:0 domowym meczu z Tobyłem Kostanaj. W 2015 grał w Yenicami Ağdelen, a w 2016 został zawodnikiem Sài Gòn FC.
| Sezon   | Klub              | Kraj          | Rozgrywki      | Mecze | Bramki |
| ------- | ----------------- | ------------- | -------------- | ----- | ------ |
| 2002    | Villa SC          | Uganda        | Super League   | ?     | ?      |
| 2003    | Villa SC          | Uganda        | Super League   | ?     | ?      |
| 2004    | Villa SC          | Uganda        | Super League   | ?     | ?      |
| 2005    | Villa SC          | Uganda        | Super League   | ?     | ?      |
| 2006    | Vestmannaeyja     | Islandia      | Úrvalsdeild    | 15    | 0      |
| 2007    | Vestmannaeyja     | Islandia      | 1. deild       | 17    | 0      |
| 2008    | Vestmannaeyja     | Islandia      | 1. deild       | 15    | 1      |
| 2009    | Vestmannaeyja     | Islandia      | Úrvalsdeild    | 15    | 0      |
| 2010    | Chongqing Lifan   | Chiny         | Super League   | 8     | 1      |
| 2011    | Ordabasy Szymkent | Kazachstan    | Priemjer-Liga  | 30    | 1      |
| 2012    | Ordabasy Szymkent | Kazachstan    | Priemjer-Liga  | 22    | 3      |
| 2013    | Ordabasy Szymkent | Kazachstan    | Priemjer-Liga  | 26    | 1      |
| 2014    | Ordabasy Szymkent | Kazachstan    | Priemjer-Liga  | 22    | 2      |
| 2015/16 | Yenicami Ağdelen  | Cypr Północny | KTFF Süper Lig | 13    | 0      |
| 2016    | Sài Gòn FC        | Wietnam       | V.League 1     | 23    | 0      |

## Kariera reprezentacyjna
W reprezentacji Ugandy Mwesigwa zadebiutował w 2003 roku. Od czasu debiutu był podstawowym zawodnikiem kadry narodowej. Do 2014 rozegrał w niej 72 mecze i strzelił 7 goli.